# カテヌリスポラ目
カテヌリスポラ目（Catenulisporales）は真正細菌の放線菌門放線菌綱の目の一つある。